# Anders-Peter Landert
Anders-Peter Lose Landert (født 24. marts 1979 i Horsens) er en dansk journalist, der fra 1. marts 2012 til 1. december 2014 var chefredaktør for B.T.
Anders-Peter Landert blev student fra Horsens Statsskole i 1998 og uddannet fra Danmarks Journalisthøjskole i 2005. Han kom derefter til B.T., først som journalist og fra september 2009 som medlem af chefgruppen som redaktionschef og udviklingschef. Han afløste Peter Brüchmann som chefredaktør.
I november 2014 åbnede han produktionsbureauet Wunderkind, der er et digitalt bureau med fokus på content marketing.